# Orenair

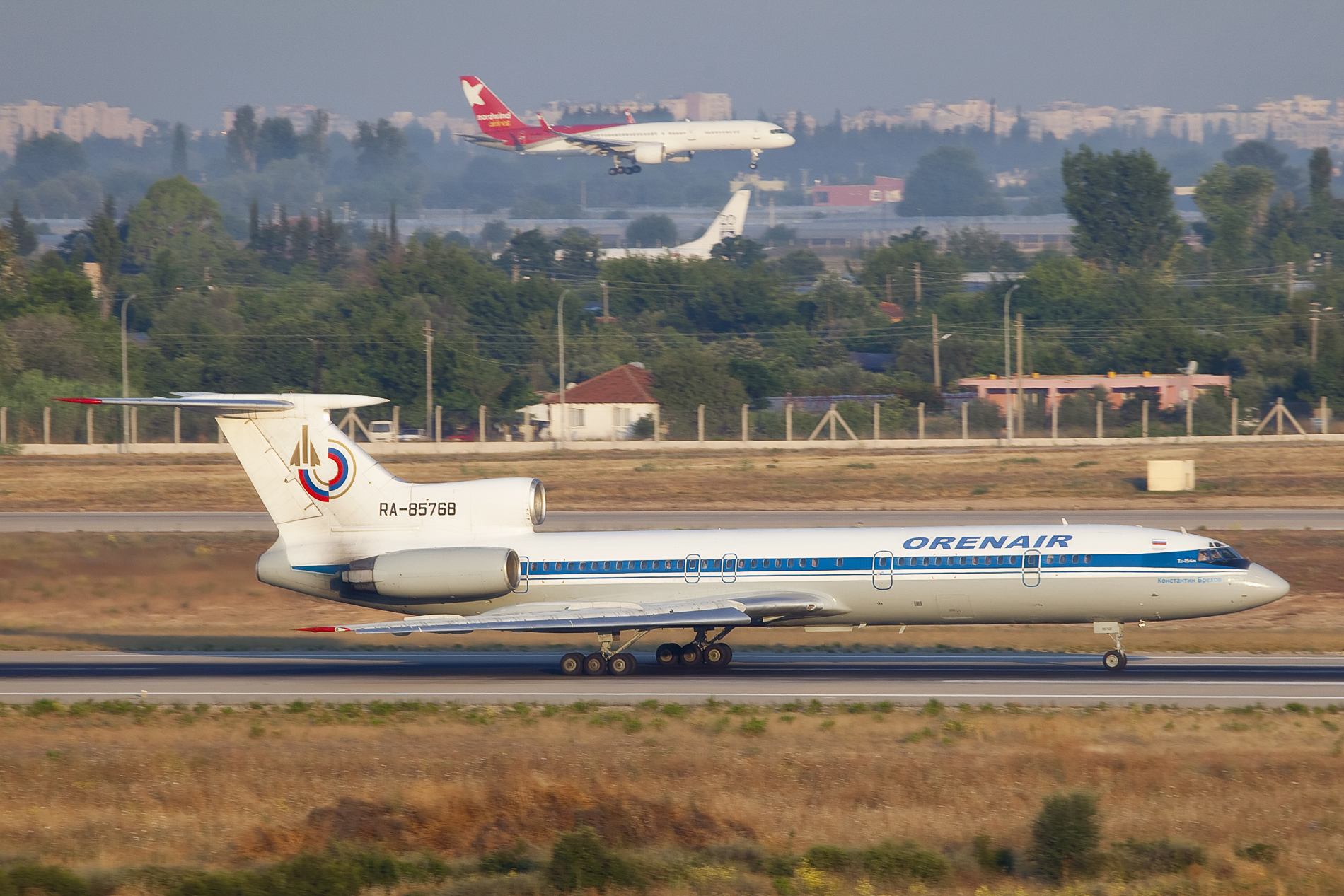
Tu-154M w starym malowaniu linii Orenair

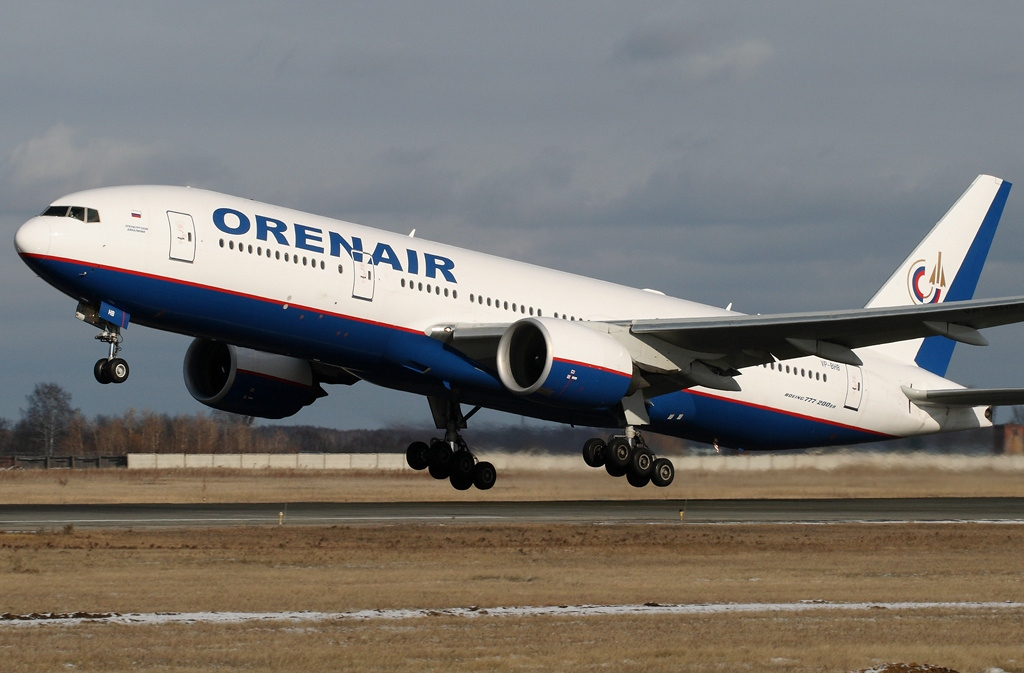
Boeing 777-200 linii Orenair

Orenair (ros. Оренэйр, znane także jako Orenburg Airlines, ros. Оренбургские авиалинии) – rosyjskie linie lotnicze z siedzibą w Orenburgu, głównym portem był port lotniczy Orenburg. Linie powstały z przekształcenia Orenburskiej Dywizji Lotniczej w 1992 roku. W 2016 roku Orenair zostały wchłonięte przez linie lotnicze Rossija.

## Kierunki lotów
- Niemcy
  - Düsseldorf – Port lotniczy Düsseldorf
- Rosja
  - Anapa – Port lotniczy Anapa
  - Czelabińsk – Port lotniczy Czelabińsk
  - Krasnodar – Port lotniczy Krasnodar
  - Moskwa
    - Port lotniczy Domodiedowo
    - Port lotniczy Szeremietiewo

  - Mineralne Wody – Port lotniczy Mineralne Wody
  - Niżniewartowsk – Port lotniczy Niżniewartowsk
  - Omsk – Port lotniczy Omsk
  - Orenburg – Port lotniczy Orenburg hub
  - Orsk – Port lotniczy Orsk
  - Perm – Port lotniczy Perm
  - Samara – Port lotniczy Samara
  - Sankt Petersburg – Port lotniczy Sankt Petersburg-Pułkowo
  - Soczi – Port lotniczy Soczi-Adler
  - Ufa – Port lotniczy Ufa
- Tadżykistan
  - Chodżent – Port lotniczy Chodżent
  - Duszanbe – Port lotniczy Duszanbe

## Flota
Flota linii Orenair w dniu 18 października 2015 roku: